# 植木等的音楽
『植木等的音楽』（うえきひとしてきおんがく）は、1995年7月15日にファンハウスからリリースされた植木等通算7枚目のオリジナル・アルバム。

## 解説
1990年、植木はファンハウスに移籍後、シングル・アルバムともに精力的にリリース活動を続けてきたが、本作を以て一段落することとなった。
1995年2月22日リリースされた「うれしい予感/針切じいさんのロケン・ロール」ヒット後に発売された。
オリジナル・アルバムは『スーダラ外伝』以来、3年9か月ぶりとなった。
本作は大瀧詠一の全面プロデュースにより、新曲、リメイク、新規カバー曲の他に、既発楽曲にも新しい試みが取り入れられ、三波春夫、谷啓、イルカ、野村義男、渡辺満里奈、裕木奈江といった豪華ゲストの顔ぶれにも注目された一枚となっている。
1995年8月21日には「FUN×4」と「サーフィン伝説」がリカットされた。
本作は後に廃盤・入手困難になりファンの間ではプレミア盤に長らくなっていたが、植木の13回忌の命日にあたる2019年3月27日に最新リマスタリングでドリーミュージックからUHQCD仕様で再発売された。

## 収録曲
1. イヤ、どうも!（オープニング・ヴァージョン）
  - 作詞・作曲：植木等／編曲：上柴はじめ
2. 新二十一世紀音頭 with 三波春夫
  - 作詞：伊藤アキラ／作曲：三波春夫／編曲：井上鑑
  - 1991年1月1日に発売された同曲の新録音ヴァージョン。
  - 作曲の三波自身もレコーディングに参加している。
3. 針切りじいさんのロケンロール（オリジナル・ヴァージョン）
  - 作詞・作曲：SHEB WOOLEY／訳詞：さくらももこ／編曲：RINKY O'HEN
4. FUN×4
  - 作詞：松本隆／作曲：大瀧詠一／編曲：溝渕新一郎
  - 『A LONG VACATION』収録曲のカバー。
  - 曲中の台詞「散歩しない?」は渡辺満里奈。
5. ナイアガラ・ムーン
  - 作詞・作曲：大瀧詠一／編曲：宮川泰
  - 同名曲のカバー。
6. 旅愁 with 谷啓[Trombone]
  - 作詞：犬童球渓／作曲：オードウェイ／編曲：宮川泰
  - 谷啓がトロンボーン演奏で参加。
7. しかられて
  - 作詞：清水かつら／作曲：弘田竜太郎／編曲：上柴はじめ
8. 花と小父さん with 裕木奈江
  - 作詞・作曲：浜口庫之助／編曲：溝渕新一郎
  - 1991年2月25日に発売された同曲の新録音ヴァージョン。
9. サーフィン伝説
  - 作詞：伊藤アキラ／作曲：SURFARIES～LEE HAZLEWOOD～B.SPICKARD～B.CARMEN～TAUBER-WISE-RUBANIS-LEEDS～M.MAXFIELD～D.HAMILTON／編曲：KENNY 萩原／Movin'訳詞：タカオ・カンベ
    - 9-1. Wipe Out
    - 9-2. Movin'
    - 9-3. Pipeline
    - 9-4. Miserlou
    - 9-5. Cruel Sea
    - 9-6. Diamond Head
    - 9-7. Wipe Out
    - 9-8. Movin'
10. 針切りじいさんのロケンロール（アルバム・ヴァージョン）
  - 作詞・作曲：SHEB WOOLEY／訳詞：さくらももこ／編曲：RINKY O'HEN
  - 合いの手でイルカが参加している。
11. イヤ、どうも!（クロ－ジング・ヴァ－ジョン）
  - 作詞・作曲：植木等／編曲：上柴はじめ

## スタッフ
- エグゼクティヴ・プロデューサー：大瀧詠一（ナイアガラ）、原正志（ファンハウス）
- エンジニア：伊藤猛・藤田厚生・長島道秀（以上ファンハウス）、吉田保「針切りじいさんのロケンロール」
- 録音アシスタント：依田慶子（ファンハウス）、田中知之（スタジオ東急ファン）、彦坂英孝・井上有一（以上サウンド・イン）、伊藤政孝（サウンド・バレー・スタジオ）
- 録音スタジオ：スタジオ東急ファン、サウンド・イン、サウンド・バレー・スタジオ
- マスタリング：上田佳子（ファンハウス）
- デザイン：藤井一（ファンハウス）
- 撮影：石黒美穂子
- スタイリスト：篠あゆみ
- ヘア & メイク：小島多紀子（オフィス・コジマ）
- 協力：渡辺"二代目散歩しない"満里奈、野村"悲しきエレキ小僧"義男、北詰美夕紀（ミーズセッション）
- 大感謝：三波春夫、 谷啓、裕木奈江、堀越勝廣（渡辺プロダクション）